# Болаанг-Монгондоу (округ)
Болаанг-Монгондоу (индон. Bollang Mongondow) — округ в провинции Северный Сулавеси, Индонезия. Административный центр — Котамобагу. Население — 215 904 чел. (2011).

## История
Название округу дали населённые пункты Болаанг (существует с XVII века) и Монгондоу. Болаанг в XIX веке был резиденцией местного правителя.
Ислам начал распространяться здесь в 1832 году, а в 1866 г. в мусульманскую религию перешла местная правящая династия. С 1901 года Болаанг-Монгондоу попал под власть голландцев. При этом король номинально сохранял за собой трон, признав главенство голландской администрации.
В 1904 году была проведена перепись населения; количество жителей Болаанг-Монгондоу, по её данным составило 41 417 человек. Два года спустя здесь появилась первая начальная школа (рассчитанная на трёхлетнее обучение). Пятилетняя школа появилась в 1937 году. В 1911 году открылась первая больница округа.
Во время Второй Мировой войны округ был оккупирован японскими войсками. Вскоре после её завершения Индонезия получила независимость, и Болаанг-Монгондоу вошёл в её состав. Официально Болаанг-Монгондоу как округ (административно-территориальная единица) был образован в 1954 г.

## География
Округ находится на западе провинции Северный Сулавеси, на полуострове Минахаса. Граничит с округами Северный Болаанг-Монгондоу, Южный Болаанг-Монгондоу, Восточный Болаанг-Монгондоу и Котамобагу.
Общая площадь, занимаемая округом — 3547,49 км².

## Административное деление
В административном плане округ делится на 12 районов:
1. Восточный Паси[индон.] (Passi Timur)
2. Билаланг[индон.] (Bilalang)
3. Западный Паси[индон.] (Passi Barat)
4. Лолаян[индон.] (Lolayan)
5. Восточный Думога[индон.] (Dumoga Timur)
6. Западный Думога[индон.] (Dumoga Barat)
7. Северный Думога[индон.] (Dumoga Utara)
8. Болаанг[индон.] (Bolaang)
9. Восточный Болаанг[индон.] (Bolaang Timur)
10. Поигар[индон.] (Poigar)
11. Лолак[индон.] (Lolak)
12. Сангтомболанг[индон.] (Sangtombolang)

## Религия
Что касается религиозной принадлежности жителей округа, то основной конфессией в Белитунге является ислам. Также есть протестанты, католики и индуисты.

## Экономика и социальная сфера
Основой местной экономики является сельское хозяйство, а также торговля и туризм. Здесь выращивают маниок, кукурузу, кофе, какао, перец, мускатный орех, кешью, кокосы и гвоздику. Поставляемая на экспорт продукция вывозится через порт Манадо. Также в Болаанг-Монгондоу действует аэропорт.
Туристов привлекают как местная природа (экотуризм), так и традиции и культура населения.